# Pentecost III

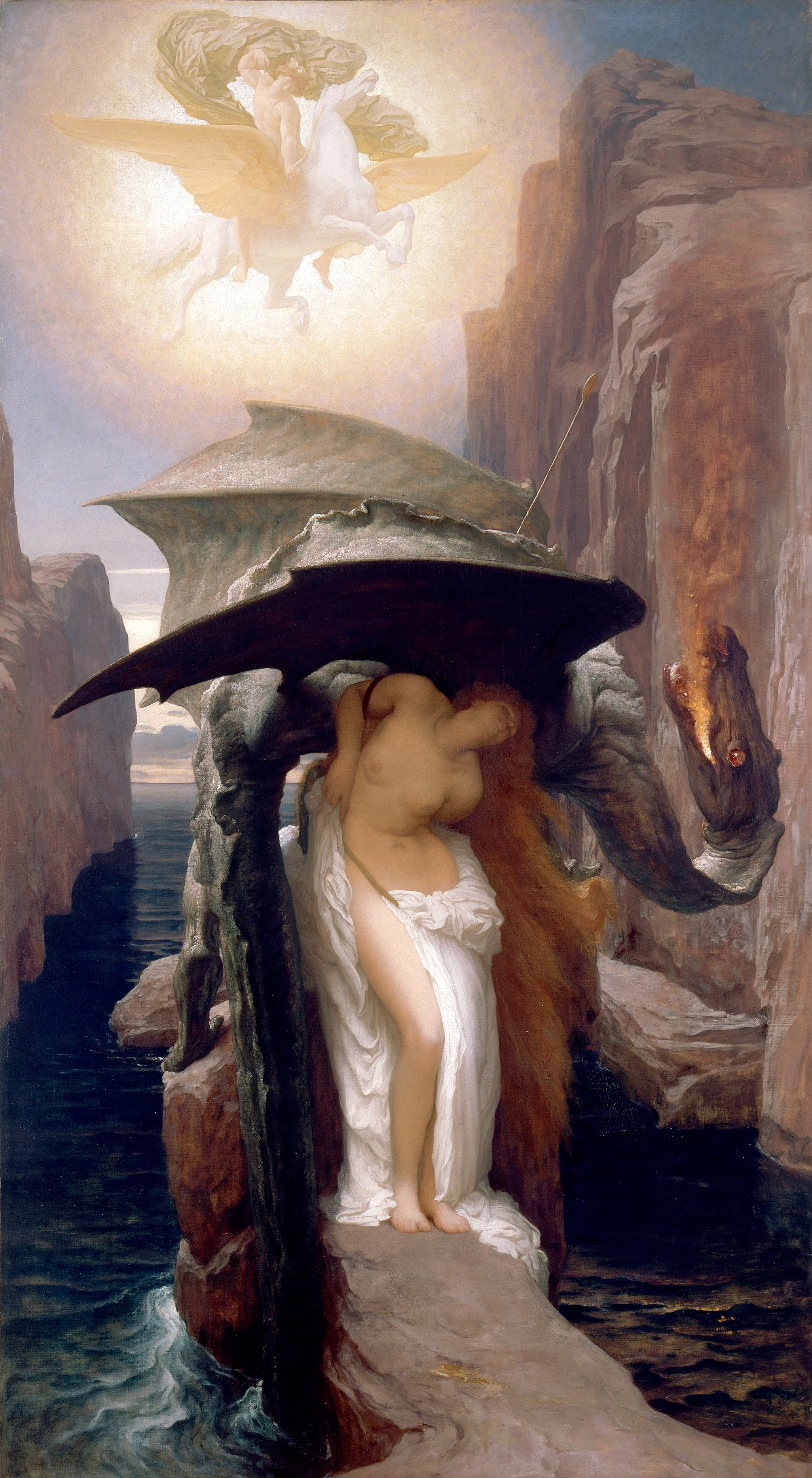
Perseus and Andromeda (1891) von Frederic Leighton

Pentecost III ist die zweite EP der britischen Band Anathema. Sie erschien im Jahr 1995 bei Peaceville Records.

## Entstehung und Veröffentlichung
Nach dem Debütalbum Serenades und einer Europa-Tournee mit Cradle of Filth, My Dying Bride und Pyogenesis nahmen Anathema im Mai 1994 in West Yorkshire eine weitere EP auf, die mit über 40 Minuten Spielzeit allerdings fast Albenlänge erreichen sollte. Für das Cover wurde ein Gemälde von Frederic Leighton verwendet. Die Veröffentlichung der EP verzögerte sich bis Mai 1995, als die Band bereits ohne Darren White an The Silent Enigma arbeitete. Pentecost III wurde 2001 zusammen mit der ersten EP The Crestfallen wiederveröffentlicht und erschien 2012 auch als LP.

## Titelliste
1. Kingdom – 9:30
2. Mine Is Yours to Drown In (Ours Is the New Tribe) – 5:40
3. We, the Gods – 10:00
4. Pentecost III – 3:55
5. Memento Mori – 12:18

## Stil
Anathema sind auf ihrer insgesamt dritten Veröffentlichung noch im Death Doom verwurzelt, weisen aber auch Ähnlichkeiten zum sich in dieser Zeit entwickelnden Gothic Metal auf. Es finden sich langsame, atmosphärische Passagen mit elegischen Gitarren und eher klarem Gesang, aber auch schnellere, aggressive Passagen mit harten Riffs und gutturalem Gesang. Die Stimmung ist melancholisch und düster.

## Rezeption
„PENTECOST III […] stellt kaum einen Fortschritt gegen das letztjährige Album SERENADES dar, eher im Gegenteil […]; alles ist schwarz, aber das Glimmen der Melancholie, der letzte Rest warmer Emotionalität, fehlt weitgehend. Nicht direkt enttäuschend, aber ich hatte mehr erwartet.“

„ANATHEMA setzen auf ihrem dritten Output ihre bewährte Linie konsequent fort, lassen die nötige Weiterentwicklung aber nicht vermissen. Insbesondere im Vocal-Bereich konnten die Briten ordentlich zulegen […]. [F]ür Freunde dauertrauriger Doom-Metal-Sounds sicherlich ein gefundenes Fressen.“